# Żukowiec (502 m)
Żukowiec (502 m) – szczyt wznoszący się nad prawym brzegiem brzegu Jeziora Myczkowskiego w obrębie miejscowości Bóbrka. Według regionalizacji Polski Jerzego Kondrackiego należy do Gór Sanocko-Turczańskich. Wschodnie stoki opadają do doliny Głębokiego Potoku, zachodnie do doliny bezimiennego potoku (obydwa uchodzą do Jeziora Myczkowskiego).
Żukowiec zaliczany jest do tzw. Masywu Czulni ciągnącego się od Leska do Wołkowyi. Jest w większości bezleśny. Znajdują się na nim pola uprawne, zabudowania miejscowości Bóbrka, ośrodek kolonijny i obelisk upamiętniający Józefa Bilińskiego. Południowymi stokami nad Jeziorem Myczkowskim poprowadzono dwie równoległe drogi łączące Bóbrkę poprzez most z Soliną na drugim brzegu Jeziora Myczkowskiego.